# Santiago Pedrero
Santiago Pedrero (Isidro Casanova, Provincia de Buenos Aires; 27 de febrero de 1979) es un actor argentino.

## Carrera
Se formó en la Escuela de Teatro De Buenos Aires, con Helena Nesis y Raúl Serrano como profesores. En televisión sus trabajos más conocidos fueron "Costumbres argentinas" y "Verano del '98". 
En cine filmó: "NS/NC" de Fernando Musa; "Nadar solo" y "Como un avión estrellado" ambas dirigidas por Ezequiel Acuña.
En teatro participó en "El secreto de la luna" (nominado al premio Trinidad Guevara como "Actor Revelación"), "Amanda y Eduardo" de Armando Discépolo, "Las variaciones Goldberg" de George Tabori, y "Las sacrificadas" de Horacio Quiroga.

## Filmografía

### Actor
| Año  | Título                           | Personaje        |
| ---- | -------------------------------- | ---------------- |
| 2000 | Rockabilly                       | Flavio           |
| 2001 | Vacaciones en la tierra          | Flavio           |
| 2002 | NS/NC                            | Damián           |
| 2003 | Nadar solo                       | Guillermo Lucena |
| 2005 | Como un avión estrellado         | Santi            |
| 2006 | Cara de queso -mi primer ghetto- |                  |
| 2006 | Visitante de invierno            | Ariel            |
| 2008 | Ánima (corto)                    |                  |
| 2009 | Excursiones                      | Santiago Maciel  |
| 2012 | 3                                | Víctor           |
| 2015 | La sangre del gallo              | Damián           |
| 2017 | Alanis                           | Santiago         |
| 2019 | Claudia                          | David            |
| 2022 | Pipa                             | Oficial Pérez    |

### Banda sonora
- Excursiones (2009)

## Televisión
- Amigos son los amigos (1992-1993) - Matias
- La Hermana Mayor (1995) - Ratón
- Mi Familia es un Dibujo (1996-1997) - Fabian
- Verano del '98 (1999-2000) - Tadeo Guzmán
- Costumbres argentinas (2003) - Nico
- Son de Fierro (2007) - Participación especial
- Mitos, crónicas del amor descartable (2009)
- Caín y Abel (2010) - JR
- Lo que el tiempo nos dejó - Capítulo 6 (2010)
- Los Sónicos (2011)
- Babylon (2012)
- Historias de corazón - Capítulo 11 (2013)
- Las 13 esposas de Wilson Fernández (2014)
- Variaciones Walsh (2015) - Eduardo
- Amar después de amar (2017) - Kevin
- Monzón (2019) - Lalo

## Teatro
- Las variaciones Goldberg
- Las sacrificadas
- La muerte de Danton
- Hamlet

## Premios
Nominaciones
- Premios Trinidad Guevara: Revelación (El secreto de la luna)